# خلف أباد (سررود الجنوبي)
خلف أباد (بالفارسية: خلف‌آباد) هي قرية تقع في إيران في قسم سررود الجنوبي الريفي. يقدر عدد سكانها بـ 538 نسمة .